# Huangtugang (köpinghuvudort i Kina, Hubei Sheng, lat 31,38, long 115,08)
Huangtugang (kinesiska: 黄土岗) är en köpinghuvudort i Kina. Den ligger i provinsen Hubei, i den centrala delen av landet, omkring 120 kilometer nordost om provinshuvudstaden Wuhan. Antalet invånare är 34 513. Befolkningen består av 17 132 kvinnor och 17 381 män. Barn under 15 år utgör 18,0 %, vuxna 15-64 år 72 %, och äldre över 65 år 9,0 %.
Runt Huangtugang är det tätbefolkat, med 331 invånare per kvadratkilometer. Närmaste större samhälle är Chengmagang, 9,7 km väster om Huangtugang. I omgivningarna runt Huangtugang växer i huvudsak blandskog.
Genomsnittlig årsnederbörd är 1 671 millimeter. Den regnigaste månaden är juli, med i genomsnitt 316 mm nederbörd, och den torraste är januari, med 36 mm nederbörd.